# Frauenstift

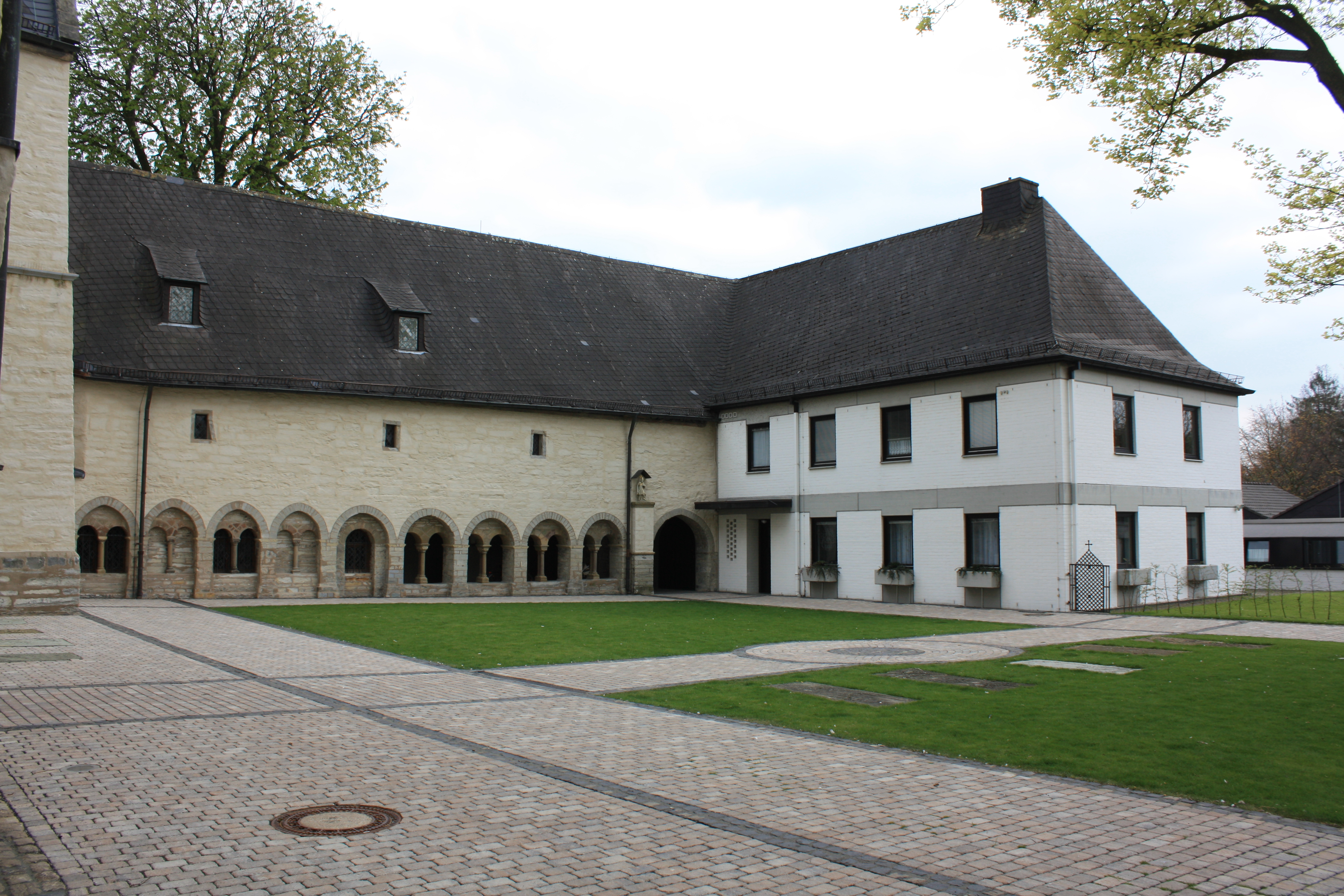
Couvent de femmes de Geseke

Le terme Frauenstift (en allemand, littéralement « donation pour femmes ») désigne un établissement ecclésiastique des dames nobles faisant partie d'un chapitre canonial de femmes, sorte de groupe monastique à la règle assouplie. Ces femmes sont dites chanoinesses ; elles sont donc à distinguer des
religieuses qui doivent généralement obéir à une règle monastique, comme celle de l'ordre de Saint-Benoît ou des Chartreux, et des chanoinesses régulieres de saint Augustin et des prémontrées qui également mènent une vie en chasteté et obéissance selon la règle de l'ordre.
Au Moyen Âge, une Frauenstift du Saint-Empire abritait une communauté de filles[évasif] non-mariées issue de la plus haute noblesse et de la famille impériale. Ces chanoinesses se consacraient à l'éducation des jeunes filles de la haute noblesse, ainsi qu'aux lettres et aux arts. Elles étaient qualifiées de « séculières » car elles ne prononçaient pas les vœux monastiques et n'appartenaient à aucun ordre religieux. Une institution religieuse intitulée Reichsstift avait le statut particulier de l'immédiateté impériale. 
Les Frauenstift furent celles de Cologne, d'Essen, de Gandersheim, de Gernrode, de Herford et de Quedlinbourg.